# جاناتان آکسیه
جاناتان آکسییر (به انگلیسی: Jonathan Auxier)، نویسنده کانادایی ادبیات نوجوان و جوان است.

## زندگی‌نامه
او که اصالتاً اهل ونکوور، بریتیش کلمبیا، کانادا است، در حال حاضر با همسرش در پیتسبورگ، پنسیلوانیا، ایالات متحده زندگی می‌کند. او مدرک لیسانس خود را از دانشگاه ترینیتی وسترن در سال ۲۰۰۳ و مدرک ام‌اف‌ای در نویسندگی دراماتیک را از دانشگاه کارنگی ملون در سال ۲۰۰۵ به دست آورد. او سرانجام رمان پیتر نیمبل را نوشت. او پس از فارغ‌التحصیلی به لس آنجلس نقل مکان کرد تا حرفه فیلمنامه‌نویسی را دنبال کند.

## جوایز
آکسیه جایزه ادبیات کودکان تی دی کانادا و جایزه کتاب سال انجمن کتابخانه‌های کانادا برای کودکان برای رمان خود باغبان شب در سال ۲۰۱۴ را دریافت کرده‌است. این کتاب همچنین نامزد نهایی جایزه فرماندار عمومی برای ادبیات کودکان انگلیسی زبان در جوایز فرماندار جنرال ۲۰۱۴ بود.
او جایزه فرماندار جنرال را در جوایز فرماندار جنرال ۲۰۱۸ برای Sweep: The Story of a Girl and Her Monster دریافت کرد. Sweep همچنین برنده جایزه کودکان/YA در جوایز Vine 2019 برای ادبیات یهودی کانادا شد.